# The Battle of Five Armies
The Battle of Five Armies altro titolo Great Battles of Middle Earth: The Battle of Five Armies (in italiano, La battaglia dei Cinque Eserciti o Grandi Battaglie della Terra di Mezzo: La battaglia delle 5 armate), è un wargame oltre che tattico anche strategico di tipo tridimensionale di genere "fantasy", prodotto e pubblicato dall'azienda Games Workshop nell'anno 2005.
Fa parte della linea dei cosiddetti Specialist Games, cioè quei "giochi per specialisti" quindi destinati principalmente ai veterani di questo passatempo;  per ciò solamente proposti in confezioni complete di tutto il materiale che occorre per iniziare subito senza bisogno di aggiunte successive, ma piuttosto complessi, che però ricevono pochi aggiornamenti sia per quanto riguarda le miniature, sia per quanto riguarda le regole e che inoltre sono più difficili da trovare nei negozi (spesso reperibili solo su internet).

## Gioco
The Battle of Five Armies ha miniature da 10mm e fa uso di alcuni elementi scenici (monti e fiumi) per l'ambientazione riproducendo quanto più fedelmente possibile la Battaglia dei Cinque Eserciti, lo scontro armato conclusivo narrato dallo scrittore J. R. R. Tolkien nel libro Lo Hobbit, che può essere considerato il primo della saga del Signore degli anelli e di fatto un antefatto degli altri "libri della serie".
Il gioco è basato sul regolamento di un altro titolo della casa di produzione sviluppato autonomamente cioè Warmaster anch'esso a tema fantasioso, che si fa pure questo con moltissime miniature piccole "imbasettate" insieme per poter essere gestite meglio e raggruppate in modo ottimale.